# Нікітченко Микола Степанович (кібернетик)
Нікітченко Микола Степанович (нар. 27 квітня 1951) — український кібернетик, доктор фізико-математичних наук (2001), професор (2002).

## Біографія
1973 року закінчив факультет кібернетики Київського національного університету імені Тараса Шевченка.
2001 — доктор фізико-математичних наук, за темою «Теорія інтегрованих композиційно-номінативних моделей програм».

## Відзнаки
- Державна премія України в галузі науки і техніки (2003)
- Премія імені Тараса Шевченка Київського національного університету імені Тараса Шевченка (2010)